# Добрівська сільська рада (Вільшанський район)
| Добрівська сільська рада — колишній орган місцевого самоврядування у Вільшанському районі Кіровоградської області з адміністративним центром у с. Добре. Сільській раді були підпорядковані населені пункти: - с. Добре |

## Склад ради
Рада складалася з 12 депутатів та голови.

### Керівний склад ради
| ПІБ                     | Основні відомості                                                                                     | Дата обрання | Дата звільнення |
| ----------------------- | --- | ------------ | --------------- |
| Григор'єв Іван Іванович | Сільський голова, 1962 року народження, освіта, член Соціал-демократичної партії України (об'єднаної) | 26.03.2006   | 31.10.2010      |
| Григор'єв Іван Іванович | Сільський голова, 1962 року народження, освіта незакінчена вища, член Партії регіонів                 | 31.10.2010   |                 |

Примітка: таблиця складена за даними джерела

## Населення
Згідно з переписом УРСР 1989 року чисельність наявного населення сільської ради становила 1316 осіб, з яких 595 чоловіків та 721 жінка.
За переписом населення України 2001 року в сільській раді мешкало 850 осіб.

### Мова
Розподіл населення за рідною мовою за даними перепису 2001 року:
| Мова       | Відсоток |
| ---------- | -------- |
| українська | 95,18 %  |
| болгарська | 2,71 %   |
| російська  | 1,41 %   |
| молдовська | 0,71 %   |